# عدد مخمسي مربعي
في الرياضيات,العدد المخمسي المربعي  هو عدد شكلي مخمسي غير ممركز و مربعي غير ممركز في نفس الوقت. يصبح العدد عددا مخمسيا مثلثيا إذا حقق المساوة التالية : (PN=SM= m² = n(3n-1)/3. حيث m و n عددان صحيحان طبيعيان.
الأعداد المخمسية المربعية الأوائل هي: 0, 1, 9801, 94109401, 903638458801, 8676736387298001, 83314021887196947001, 799981229484128697805801, 7681419682192581869134354401, 73756990988431941623299373152801....
و هي تعطي الصيغة {\displaystyle a(n)={\frac {(-12(5-2{\sqrt {6}})^{2n}+5{\sqrt {6}}(5-2{\sqrt {6}})^{2n}-12(5+2{\sqrt {6}})^{2n}-5{\sqrt {6}}(5+2{\sqrt {6}})^{2n})^{2}}{576}}}.
ترتيب الأعداد المخمسية المقابلة للأعداد المخمسية المربعية الأوائل هي :1, 81, 7921, 776161, 76055841, 7452696241, 730288175761, 71560788528321, 7012226987599681, 687126683996240401, 67331402804643959601, 6597790348171111800481, 646516122717964312487521...

## المعادلة الدوفانتية
بإكمال المربع ينتج عن ذلك المعادلة الدوفانتية:
{\displaystyle {\frac {n(3n-1)}{2}}={\frac {3}{2}}(n^{2}-{\frac {1}{3n}})={\frac {3}{2}}(n-{\frac {1}{6}})^{2}-{\frac {3}{72}}=m^{2}}
{\displaystyle {\frac {3(6n-1)^{2}}{2}}-{\frac {3}{2}}=36m^{2}}
{\displaystyle (6n-1)^{2}-24m^{2}=1}
بحذف x=6×n-1 و y=2×m يُحصل على المعادلة الدوفانتية:
{\displaystyle x^{2}-6y^{2}=1}
و التي تملك الحلول التالية : (x,y) تساوي (5,2) , (49, 20), (485, 198) ... إذا (n,m) تعطي (1,1), (25/3, 10), (81, 99), (2401/3, 980), (7921, 9701), ... بالتالي الحلول الصحيحة ل(n,m) هي (1, 1) , (81, 99), (7921, 9701), (776161, 950599),  (A046172,  A046173).  المقابلة  الأعداد المخمسية المربعية 0, 1, 9801, 94109401, 903638458801, 8676736387298001...

## خصائص
- كثافة الأعداد المربعية بالنسبة إلى الأعداد المخمسية هي {\displaystyle {\frac {\sqrt {2}}{\sqrt {3}}}\approx \!\,1,2247448713915890490986420373529}. لذلك ترتيب العدد المربعي المخمسي في مجموعة الأعداد المخمسية بالنسبة إلى ترتيبه في مجموعة الأعداد المربعة الكاملة يقترب إلى تلك النسبة كلما كبر العدد.

| العدد المخمسي المربعي | ترتيبه في مجموع الأعداد المربعة :a= {\displaystyle {\sqrt {x}}} | ترتيبه في مجموعة الأعداد المخمسية:b | {\displaystyle {\frac {a}{b}}}           |
| --------------------- | --------------------------------------------------------------- | ----------------------------------- | ---------------------------------------- |
| 1                     | 1                                                               | 1                                   | 1                                        |
| 9801                  | 99                                                              | 81                                  | 1.22222222{\displaystyle \approx \!\,}   |
| 94109401              | 9701                                                            | 7921                                | ...1,2247191{\displaystyle \approx \!\,} |
| 903638458801          | 950599                                                          | 776161                              | ...1,2247446{\displaystyle \approx \!\,} |

- لم يعثر بعد على عدد مخمسي مربعي مثلثي أكبر من 1. جميع الأعداد المخمسية المربعية ال9690 الأوائل ليس مربعة ما عدا 1 و 0 و يتوقع أن يكون أول عدد أكبر من 1 أكبر من{\displaystyle 10^{22166}}
- كثافة الأعداد المخمسية المربعية اقل من كثافة الأعداد المربعية المثلثية.
- الأعداد المخمسية المربعية الأوائل هي أعداد فردية رقم آحادها 1 في نظام العد العشاري. (سبب غير معرف).